# Liste de personnalités nées à Penza
 (août 2016).
Personnages célèbres de Penza, Russie.

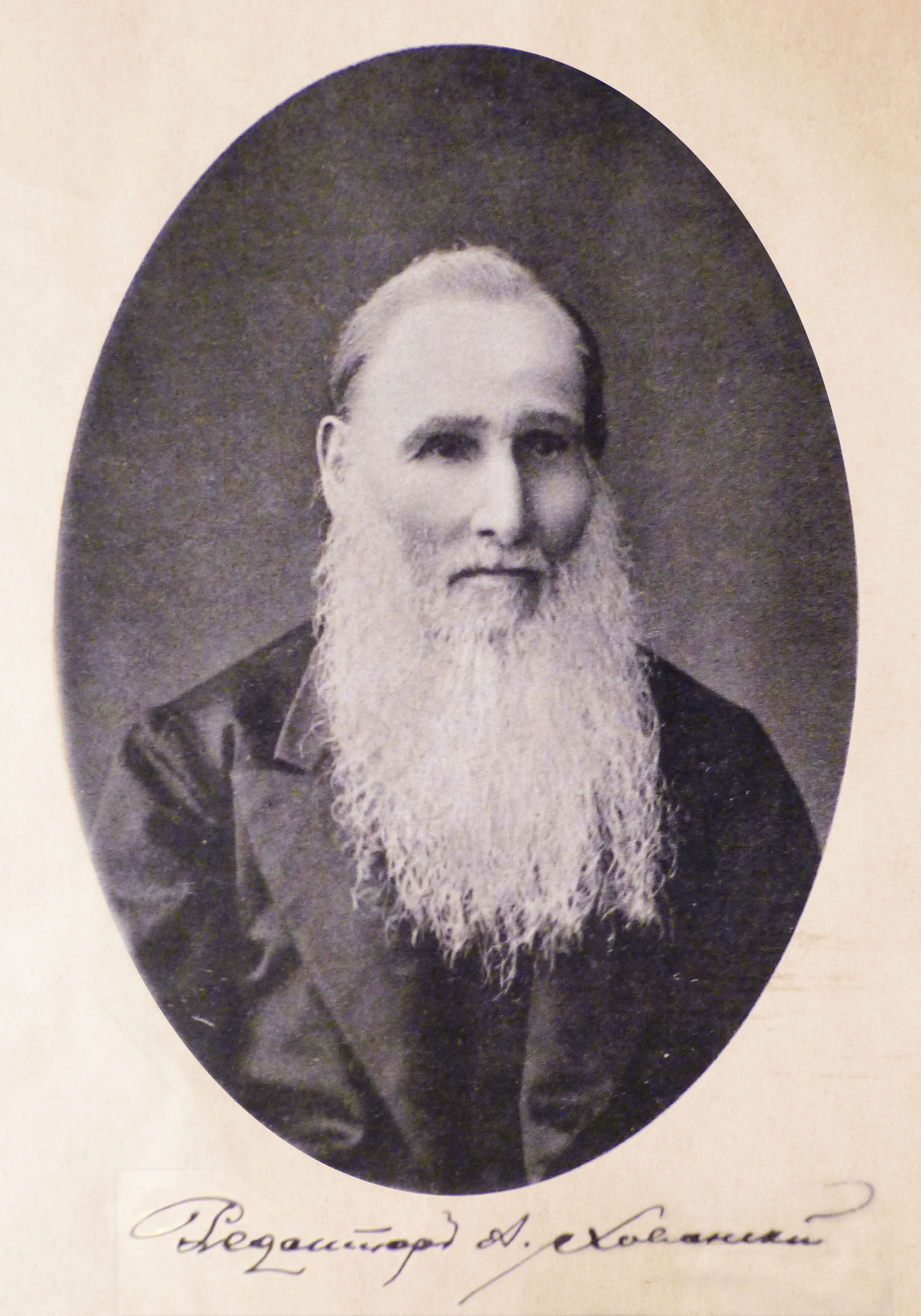
Alexeï Khovanski (1814–1899)

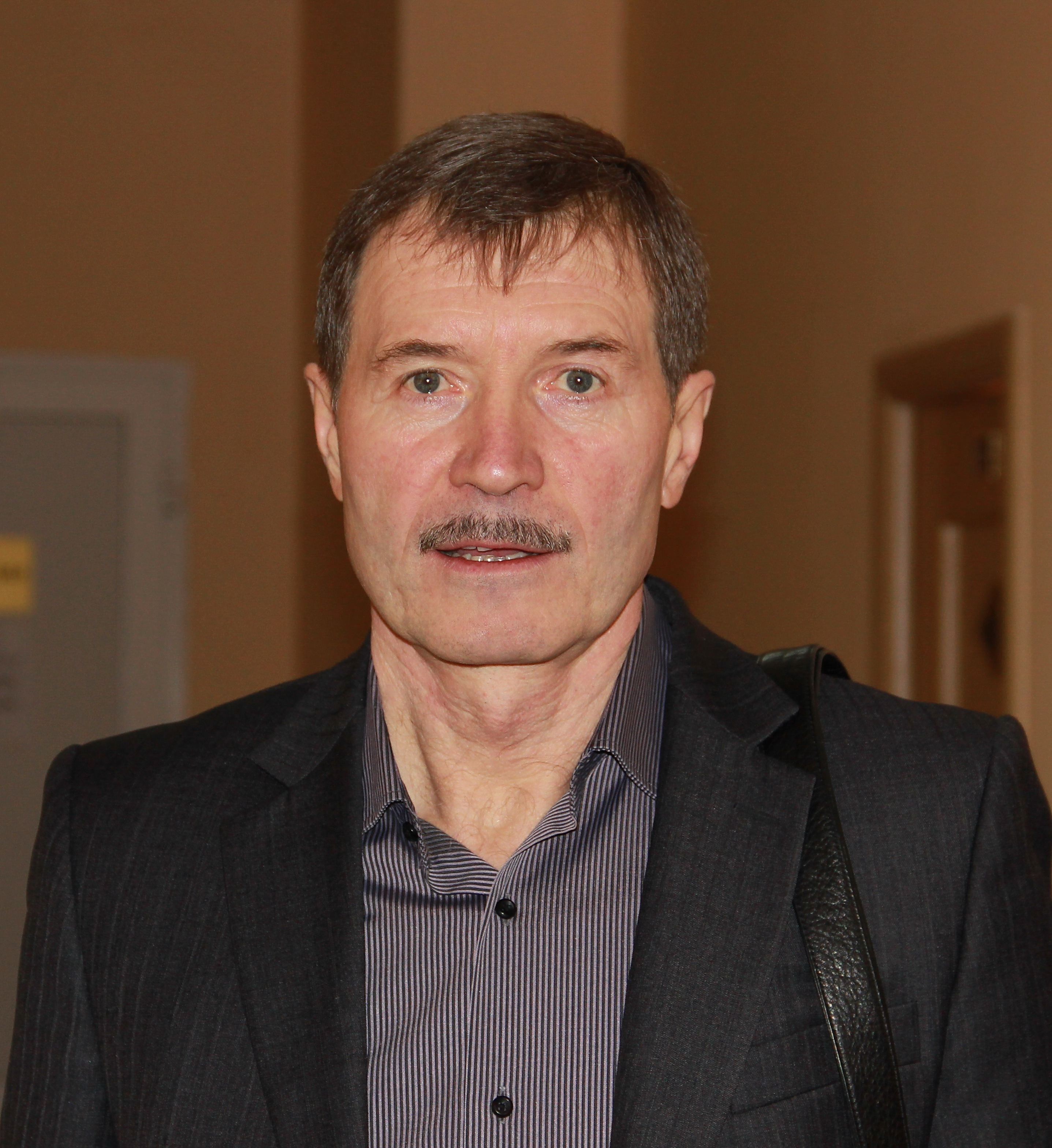
Boris Sokolovsky (1953)

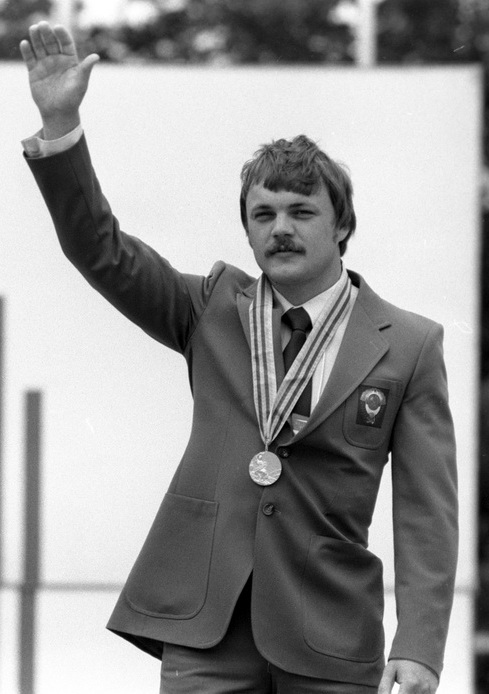
Aleksandr Melentiev (1954–2015)

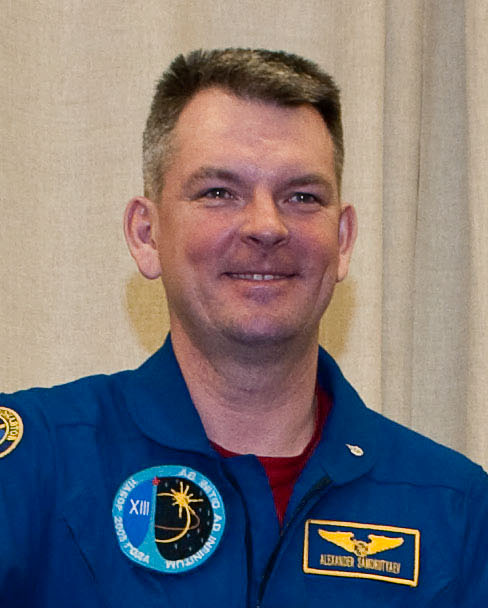
Aleksandr Samokoutiaïev (1970)

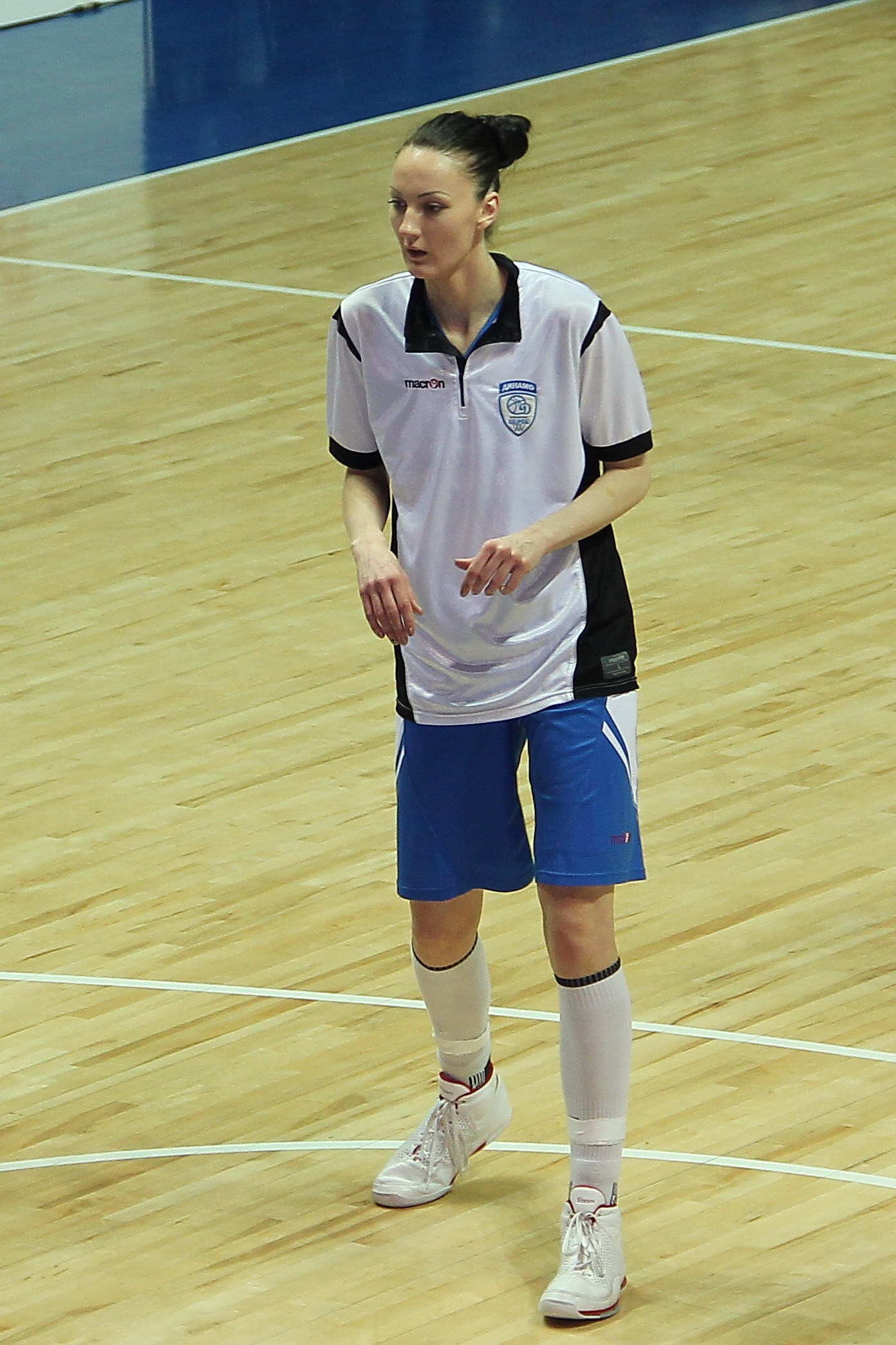
Ekaterina Lisina (1987)

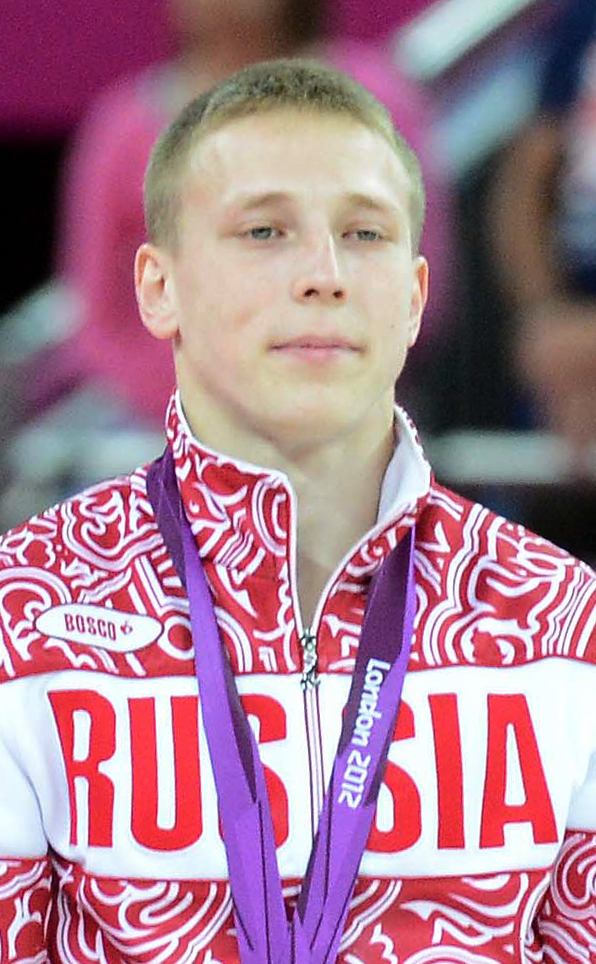
Denis Ablyazin (1992)

## XIXesiècle

### 1801–1900
- Alexeï Khovanski (1814–1899), philologue et linguiste russe
- Nikolaï Ilminski (1822–1891), linguiste orientaliste et traducteur russe
- Pavel Maksoutov (1825–1882), militaire russe, héros de la Guerre de Crimée
- Ilia Salov (1834-1902), écrivain, dramaturge et traducteur russe
- Vsevolod Meyerhold (1874–1940), dramaturge et metteur en scène russe
- Piotr Archinov (1887–1943), communiste libertaire russe
- Ivan Mosjoukine (1889–1939), comédien et réalisateur russe naturalisé français
- Vsevolod Poudovkine (1893–1953), réalisateur, scénariste et acteur soviétique
- Alexeï Vvedenski (1898–1972), botaniste soviétique
- Dmitri Tarkhov (1890-1966), célèbre ténor du théâtre Bolchoï à Moscou
- Alexandre Medvedkine (1900–1989), réalisateur soviétique

## XXesiècle

### 1901–1950
- Anna Andreyeva (1915–1997), athlète russe, spécialiste du lancer du poids
- Piotr Dolgov (1920–1962), colonel de l’armée de l’air soviétique, Héros de l'Union soviétique
- Vladimir Grebennikov (1932–1992), joueur de hockey sur glace russe
- Iouri Moïsseïev (1940–2005), joueur professionnel de hockey sur glace russe

### 1951–1960
- Aleksandr Golikov (1952), joueur professionnel de hockey sur glace russe
- Boris Sokolovsky (1953), entraîneur russe de basket-ball
- Vladimir Golikov (1954), joueur professionnel de hockey sur glace russe
- Aleksandr Melentiev (1954–2015), tireur sportif soviétique
- Vassili Pervoukhine (1956), joueur professionnel de hockey sur glace russe
- Aleksandr Kojevnikov (1958), joueur professionnel de hockey sur glace russe
- Aleksandr Guerassimov (1959), joueur professionnel de hockey sur glace russe

### 1961–1970
- Viktor Kondrachine (1961), historien russe
- Sergueï Svetlov (1961), joueur professionnel de hockey sur glace russe
- Sergueï Iachine (1962), joueur professionnel de hockey sur glace russe devenu entraîneur
- Aleksey Vdovin (1963), joueur de water-polo russe
- Aleksandr Samokoutiaïev (1970), cosmonaute russe

### 1971–1980
- Ian Kaminski (1971), joueur professionnel de hockey sur glace russe devenu entraîneur
- Yuliya Pakhalina (1977), plongeuse russe actuellement en activité
- Iouri Babenko (1978), joueur professionnel de hockey sur glace russe
- Vitali Atiouchov (1979), joueur professionnel de hockey sur glace russe
- Iouri Dobrychkine (1979), joueur professionnel de hockey sur glace russe
- Dmitri Altariov (1980), joueur professionnel de hockey sur glace russe
- Evguenia Bochkareva (1980), gymnaste rythmique russe

### 1981–1990
- Denis Kudashev (1981–2008), coureur cycliste russe
- Viktor Burayev (1982), athlète russe spécialiste des épreuves de marche athlétique courtes
- Stanislav Jmakine (1982), joueur professionnel de hockey sur glace russe
- Olesia Beluguina (1984), gymnaste rythmique russe
- Natalia Lavrova (1984–2010), gymnaste rythmique russe
- Evgeny Popov (1984), coureur cycliste russe
- Ekaterina Lisina (1987), joueuse russe de basket-ball
- Roman Lioudoutchine (1988), joueur professionnel de hockey sur glace russe
- Sergueï Andronov (1989), joueur professionnel de hockey sur glace russe

### 1991–2000
- Denis Ablyazin (1992), gymnaste russe
- Anton Slepychev (1994), joueur professionnel de hockey sur glace russe
- Ziat Païguine (1995), joueur de hockey sur glace russe